# Tokyo Godfathers
Tokyo Godfathers (東京ゴッドファーザーズ, Tōkyō Goddofāzāzu) est un film de Noël d'animation japonais réalisé par Satoshi Kon, sorti au Japon en 2003. La première européenne du film a lieu en décembre 2003 au festival Nouvelles images du Japon à Paris.
Le film suit Gin, un homme ruiné, Hana, un travesti versant volontiers dans le sentimental et Miyuki, une adolescente fugueuse, vivent dans la rue. Un soir de Noël à Tokyo, les trois sans-abris trouvent un bébé au milieu des ordures et une clé de consigne de gare dans son couffin. Ils décident alors de retrouver la mère du nouveau-né, qu'ils appellent Kiyoko « enfant pur » en attendant. Commence pour eux une formidable aventure  qui, par un incroyable concours de circonstances, les confrontera en six jours à leurs passés respectifs.

## Synopsis
Avec le bébé sans identité ont été déposés une note et un sac contenant des indices sur l'identité des parents. Le trio se met donc à la recherche des parents du nourrisson. Près d'un cimetière, ils viennent en aide à un imposant yakuza accidentellement coincé sous sa voiture. Reconnaissant, le bandit invite ses sauveurs au mariage de sa fille, également prénommée Kiyoko. Il se trouve que le futur gendre du yakusa est le propriétaire du club où la mère du bébé a l'habitude de se rendre. Durant la réception de mariage, les sans-abris apprennent le nom de la mère du nourrisson — Sachiko Nishizawa — mais la fête s'interrompt brutalement lorsqu'un tueur à gages latino-américain tente en vain d'abattre le père de la mariée. Dans sa fuite, il kidnappe Miyuki et le bébé, puis les ramène à son domicile. Là, la jeune clocharde se lie d'amitié avec la compagne du tueur. Miyuki lui confesse en pleurant qu'elle a fugué du domicile familial après avoir poignardé son père lors d'une violente dispute occasionnée par la disparition de son chat domestique.
Tandis que Hana recherche Miyuki et Kiyoko, Gin prend soin d'un vieux clochard qui meurt après lui avoir donné un petit sac rouge. En sortant de son abri, Gin est roué de coups par une bande de jeunes voyous désœuvrés. Sur ces entrefaites, Hana porte secours aux filles avant de retrouver Gin mal en point dans l'ancien club de travestis où elle-même se produisait autrefois comme drag queen. Le trio reprend ses investigations. Après avoir traversé Tokyo, les sans-abris découvrent la maison de Sachiko, abandonnée. Grâce aux commères du quartier, ils apprennent que Sachiko est malheureuse en ménage car son époux est alcoolique.
Hana et Miyuki retrouvent Sachiko alors qu'elle s'apprête à sauter du haut d'un pont. Après l'avoir sauvée, Hana lui administre une gifle monumentale pour avoir abandonné Kiyoko dans le froid. Quand Sachiko affirme que son mari s'est débarrassé du bébé contre sa volonté, Hana se rassérène et lui confie Kiyoko. Pendant ce temps, dans le nouvel appartement du couple, le mari de Sachiko apprend à Gin que Kiyoko est en réalité un bébé volé à la maternité d'un hôpital.
Satisfaites du devoir accompli, Hana et Miyuki sont rejointes au pas de course par Gin qui, hors d'haleine, les informe de leur méprise à grand renfort de pantomime. Le trio se lance alors dans une course-poursuite effrénée pour remettre la main sur Kiyoko et sa soi-disant mère. Avec Hana et Gin sur ses talons, Miyuki pourchasse Sachiko jusqu'au sommet d'un immeuble. Malgré les supplications de son mari accouru devant l'édifice, la suicidaire saute du toit en tenant le bébé dans ses bras. Empoignée à bras-le-corps par Miyuki, Sachiko accepte enfin de lui remettre Kiyoko mais les deux femmes glissent dans le vide. Tandis que Gin les rattrape in extremis, Sachiko fait tomber accidentellement le bébé. Hana se précipite, court le long de la façade et parvient à saisir Kiyoko, puis dérape sur une corniche enneigée avant d'agripper de justesse une grande bannière publicitaire qui cède brusquement sous son poids. À cet instant, une bourrasque providentielle lui permet d'atterrir saine et sauve avec le nourrisson.
Après toutes ces péripéties, le trio se prélasse dans une chambre d'hôpital. En tendant à Gin ses cigarettes, Miyuki fait chuter le sac rouge qui contient à leur insu un billet de loterie gagnant. Ils reçoivent ensuite la visite d'un inspecteur de police qui leur amène les véritables parents de Kiyoko, désireux de voir les héroïques sans-abris devenir les parrains de leur fille. Or le policier en question se révèle être le père de Miyuki.

## Fiche technique
- Titre : Tokyo Godfathers
- Titre original : 東京ゴッドファーザーズ, Tōkyō Goddofāzāzu
- Réalisateur : Satoshi Kon
  - Coréalisation : Shōgo Furuya
- Scénario : Keiko Nobumoto, Satoshi Kon
- Musique : Keiichi Suzuki, Moonriders
- Character design : Kenichi Konishi, Satoshi Kon
- Direction artistique : Nobutaka Ike
- Direction de l'animation : Kenichi Konishi
- Photographie : Katsutoshi Sugai
- Production exécutive : Shinichi Kobayashi, Masao Takiyama, Taro Maki
- Pays d'origine :  Japon
- Langue originale : japonais
- Dates de sortie :
  - Japon : 8 novembre 2003
  - France : 7 décembre 2004 (directement en DVD)

## Distribution
|                   | Japonais         | Français            |
| ----------------- | ---------------- | ------------------- |
| Miyuki            | Aya Okamoto      | Guylaine Gibert     |
| Gin               | Toru Emori       | Martin Spinhayer    |
| Hana              | Yoshiaki Umegaki | Jean-Marc Delhausse |
| Kiyoko            | Mamiko Noto      | Dominique Wagner    |
| Sachiko           | Kyōko Terase     |                     |
| Maria             |                  | Alexandra Corréa    |
| Le Père de Miyuki |                  | Sébastien Hébrant   |

## Production
Pendant la production de Millennium Actress, Kon a été approché par un producteur de Madhouse. Une fois le film terminé, Kon a passé deux mois à écrire et à soumettre une brève proposition, qui a rapidement été acceptée par Madhouse.
Histoire et scénario originaux du réalisateur Satoshi Kon, avec un co-écrit par Keiko Nobumoto.
Kon avait déjà demandé à Nobumoto d'écrire le scénario de Perfect Blue, mais il avait essuyé un refus à l'époque en raison de l'emploi du temps chargé de M. Nobumoto.
Le film a été produit en technologie numérique, et toutes les œuvres ultérieures de Kon sont des animations numériques.

## Thème
Les motifs du film sont la « coïncidence » et la « famille ».
Contrairement à ses œuvres précédentes, Kon n'adopte pas ouvertement le motif du « mélange de fiction et de réalité », mais il est conscient de la relation entre « fiction et réalité » à travers une série de « coïncidences inévitables », des événements miraculeux qui font avancer l'histoire,,.
En d'autres termes, l'idée est qu'une « fiction » de « miracles et coïncidences » entre dans la vie réaliste des sans-abri de Tokyo, et le but de ce film est de dépeindre une série de miracles qui ne peuvent pas se produire dans la réalité, avec un goût réaliste et convaincant.
Les sans-abri n'ont pas de maison, mais les personnes dans ce film n'ont pas seulement perdu leur maison, mais aussi leur famille. En ce sens, le film est aussi une histoire de restauration de relations familiales perdues,.
Kon a conçu ce travail en partant de l'idée que les sans-abri naissent même en période d'abondance, et qu'en même temps, ils sont soutenus par l'abondance du monde, en d'autres termes, ils peuvent être maintenus en vie par la ville.
L'autre est l'idée d'animisme urbain, qui suggère que même les bâtiments et les ruelles d'une ville peuvent avoir une âme, et les protagonistes entrent dans l'autre monde qui chevauche la ville.
En se basant sur l'histoire de trois sans-abri vivant comme une pseudo-famille, qui recueillent un bébé et tentent de le rendre à ses parents, Kon a imaginé une histoire où ces trois personnes retrouvent leur relation avec leur famille et la société à travers leurs aventures, et où un autre personnage principal appelé « Tokyo » veille sur eux.
En effet, des « paysages qui ressemblent à des visages », dans lesquels les unités extérieures des climatiseurs et des fenêtres sont utilisées comme des yeux et des bouches, sont incrustés dans diverses coupes, dont on pourrait dire qu'elles sont les figures des dieux de la ville qui regardent les personnages principaux.
Ces "visages" ne sont pas visibles du point de vue des personnages, et seul le public peut les remarquer.
Kon a également créé une fiction ici. L'arrière-plan du film est une astuce consistant à superposer deux couches d'informations : « le paysage de la ville est égal à la réalité pour les personnages » et « le paysage avec les visages que seul le public peut voir est égal à une sorte de fiction », même s'il s'agit de la même image.
Le fait que les personnages principaux soient trois personnes qui semblent former une famille même si elles ne sont pas liées par le sang n'est pas grandiose au point de suggérer une « nouvelle image de la famille du futur », mais montre simplement la façon dont Kon pense que ce serait bien d'avoir une famille avec ce genre de relation,.
L'idée de Kon n'était pas de montrer un modèle stéréotypé selon lequel une nouvelle image de la famille devrait être ainsi, mais de suggérer qu'il est nécessaire que chacun explore la manière dont sa propre famille devrait être.
Kon a déclaré qu'il n'avait pas l'intention de présenter les sans-abri comme des êtres faibles, des représentants du malheur ou des obstacles à la société, et qu'ils sont malheureux non pas parce qu'ils sont sans abri, mais parce que leur vie a perdu son lustre d'antan, et que le bonheur est un processus de récupération, ce qui est l'histoire même de ce film.

## Distinctions
- 2003 : Le film se vit décerner le prix Mainichi du meilleur film d'animation par le quotidien nippon Mainichi Shimbun.
- 2004 : Festival international du film fantastique de Neuchâtel  Prix TSR du public, Prix Mad Movies du meilleur film asiatique